# 李侹 (泾王)
李侹（8世纪?—784年5月26日），唐朝皇子，是唐肃宗的第七子。

## 母
- 张美人，唐肃宗的后宫美人。

## 生平
生年不详，天宝年间（742年—756年），封东阳郡王，授光禄卿同正员。至德二载（757年）十二月，李侹被他父亲唐肃宗封为泾王，乾元三年（760年），领陇右节度大使。唐德宗兴元元年（784年）五月初三，李侹去世。
妃韋氏（734年－782年1月13日），韋昭訓第四女，祖父韋湜，其三姊韦氏為壽王李瑁繼妃。建中二年十二月己酉逝世，年四十八，無子女。

## 延伸阅读
[在维基数据编辑]
 《舊唐書·卷116》，出自刘昫《舊唐書》